# Eubaphe hyalina
Eubaphe hyalina är en fjärilsart som beskrevs av George Duryea Hulst 1898. Eubaphe hyalina ingår i släktet Eubaphe och familjen mätare. Inga underarter finns listade i Catalogue of Life.